# Jan Berg
Pour les articles homonymes, voir Berg.
Jan Berg, né le 14 mai 1965 à Molde (Norvège), est un footballeur norvégien, qui évoluait au poste de milieu de terrain au Molde FK et en équipe de Norvège.
Berg n'a marqué aucun but lors de ses vingt-trois sélections avec l'équipe de Norvège entre 1982 et 1990. 
Son frère aîné, Odd Berg, fut également footballeur.

## Carrière
- 1982-1988 : Molde FK
- 1988-1989 : Elche CF
- 1989-1990 : Rayo Vallecano
- 1990-1995 : Molde FK

## Palmarès

### En équipe nationale
- 23 sélections et 0 but avec l'équipe de Norvège entre 1982 et 1990.

### Avec Molde
- Vainqueur de la Coupe de Norvège de football en 1994.